# In the Summertime
In the Summertime — песня британской поп/рок-группы Mungo Jerry (композиция фронтмена Рэя Дорсета), записанная весной и выпущенная летом 1970 года лейблом Dawn Records (в Англии; Janus Records — США). Сингл «In the Summertime» в июне 1970 года возглавил UK Singles Chart (продержавшись на вершине списков семь недель), стал всемирным хитом (№ 1 Канада, № 3 в США) и был впоследствии признан одним из поп-бестселлеров всех времён .
Оригинальный британский релиз Dawn Records (лейбла, незадолго до этого созданного Pye), вышел в формате макси-сингла (на скорости 33⅓ об./мин.), что позволило А-сторону пластинки дополнить другой композицией Дорсета «Mighty Man», а на обороте разместить продолжительную кавер-версию «Dust Pneumonia Blues», песни Вуди Гатри. Сингл стоил лишь на несколько пенсов больше, чем стандартная сорокапятка: считалось, что этот коммерческий трюк также способствовал его успеху.
Кавер-версия Shaggy, записанная при участии Rayvon, вошла в альбом Boombastic. Выпущенная синглом, она поднялась до № 5 в UK Singles Chart и № 3 в Billboard Hot 100.

## Участники
- Рэй Дорсет — вокал, электрогитара, 6-струнная акустическая гитара, кабаса, топание
- Пол Кинг — банджо, джаг
- Колин Эрл — фортепиано
- Майк Коул — контрабас